# Scipione Domenico Fabbrini
Scipione Domenico Fabbrini (ur. ?, zm. 1841 w Rio de Janeiro) – włoski duchowny rzymskokatolicki, dyplomata papieski, internuncjusz apostolski w Brazylii.

## Biografia
Pochodził z Toskanii.
Do Rio de Janeiro - stolicy Cesarstwa Brazylii ks. Fabbrini przybył w 1829 z internuncjuszem apostolskim abp Pietro Ostinim, zostając audytorem internuncjatury. Gdy w 1832 kard. Ostini został nuncjuszem apostolskim w Austrii, kierownictwo nad brazylijską placówką przejął ks. Fabbrini. 28 listopada 1840 decyzją papieża Grzegorza XVI oficjalnie został internuncjuszem apostolskim w Brazylii. Urząd ten pełnił do śmierci w 1841.